# Willi Merkl
Willi Merkl, né le 6 octobre 1900 à Kaltennordheim et mort entre le 15 et le 17 juillet 1934 au Nanga Parbat, est un alpiniste et himalayiste allemand .

## Biographie
Willi Merkl, né le 6 octobre 1900 à Kaltennordheim, consacre d'abord ses talents d'alpiniste dans les Alpes orientales. En 1925, il ouvre plusieurs itinéraires difficiles d'ascension sur le Kleines Mühlsturzhorn dans les Alpes de Berchtesgaden et à la Punta Civetta avec Hugo Hamburger dans les Dolomites.
En 1928, Il gravit plusieurs voies dans les Alpes occidentales (au mont Blanc : arête de Peuterey par l'aiguille Blanche de Peuterey et l'éperon de la Brenva). 
En 1929, il se rend avec une expédition dans le Caucase où il conquiert l'arête nord du Kochtan-Taouavec Fritz Bechtold et Walter Raech.
En 1931, il s'attaque avec Willo Welzenbach à une nouvelle voie dans la face nord de l'aiguille des Grands Charmoz dans les aiguilles de Chamonix. En cours d'ascension, ils sont pris dans la tempête. Ils réalisent l'exploit d'atteindre le sommet après cinq jours de lutte et quatre bivouacs et de rentrer à Chamonix où plus personne ne croyait à leur survie.
En 1932, Merkl dirige une expédition infructueuse sur le Nanga Parbat (avec comme équipier, entre autres, Fritz Wiessner), sommet qui n'avait plus été tenté depuis la mort de Albert F. Mummery en 1895. À la suite de cet échec, Merkl conduit en 1934 une nouvelle équipe d'alpinistes composée de six des meilleurs grimpeurs germaniques, mais la tentative est stoppée à 7 850 mètres d'altitude par une terrible tempête de plusieurs jours. Au cours de la descente, Merkl meurt d'épuisement tout comme deux de ses compagnons, Uli Wieland, et Willo Welzenbach ; Merkl est alors accompagné par son sherpa Gay-Lay, qui meurt près de lui plutôt que de redescendre.
Son demi-frère, le docteur Karl Herrligkoffer, dirigera par la suite de nombreuses expéditions sur le Nanga Parbat.